# Préconil
Le Préconil est un  fleuve côtier du Var, dans la région Provence-Alpes-Côte d'Azur.

## Géographie
De 13,7 km de longueur, le Préconil prend sa source au Plan-de-la-Tour à proximité du col de Vignon et de la piste de Colle Dure.
Avant son embouchure, dans la mer Méditerranée, à Sainte-Maxime, il reçoit les eaux de cinq affluents.
L'amont de la vallée du Préconil, autrefois appelé « Val d'Avignon », est resté longtemps inhabité. L'ensemble de cette vallée s'étend sur les territoires du Plan-de-la-Tour, du Couloubrier et de Sainte-Maxime, qui comprend une superficie inondable de 45 hectares pour laquelle le risque majeur d’inondation est localisé dans la partie la plus densément peuplée de la commune azuréenne.

### Communes et canton traversés
Dans le seul département du Var, le Préconil traverse les deux seules communes du Plan-de-la-Tour (source), et Sainte-Maxime (embouchure).
Soit en termes de cantons, le Préconil prend source et a son embouchure dans le même canton de Grimaud, dans l'arrondissement de Draguignan.

### Bassin versant
Le Préconil traverse une seule zone hydrographique dite « Côtiers de la Gisole à l'Argens », (Y545), de 121 km2 de superficie. Ce bassin versant est constitué à 57,43 % de « forêts et milieux semi-naturels », à 27,49 % de « territoires artificialisés », à 14,52 % de « territoires agricoles », à 0,48 % de « surfaces en eau ».

## Affluents
Le Préconil a cinq affluents référencés :  
- Ruisseau d'Emponse (rg) (fiche n°Y5451140),
- Le Gourier (rd) (fiche n°Y5451160),
- le ruisseau du Plan, rg) (fiche n°Y5451180),
- le Vallon du Couloubrier (rg) (fiche n° Y5450540), avec un affluent :
  - le Vallon des Prés, avec un affluent :
    - le vallon du Cours du Pey.
- le Vallon de Bouillonnet (rd) (fiche n° Y5451240).

Son rang de Strahler est donc de quatre.

## Histoire
Il s'y est d'ailleurs produit une crue dévastatrice les 18 et 19 septembre 2009.